# Grenzhof (Heidelberg)
Der Grenzhof ist ein Weiler in der Stadt Heidelberg, etwa acht Kilometer westlich des Stadtzentrums gelegen. Er gehört zum Stadtteil Wieblingen.

## Geschichte
Der Grenzhof geht auf ein Dorf zurück, das 771 als Grenesheim erstmals im Codex des Klosters Lorsch erwähnt wurde. Im Codex finden sich zahlreiche weitere Erwähnungen, u. a. als Graninesheim, Gernesheim oder Grensheim. Der Ort gelangte zwischen 1153 und 1184 an das Kloster Schönau, das es in der zweiten Hälfte des 12. Jahrhunderts in eine Grangie umwandelte. Bis heute hat sich ein mittelalterlicher Charme erhalten.

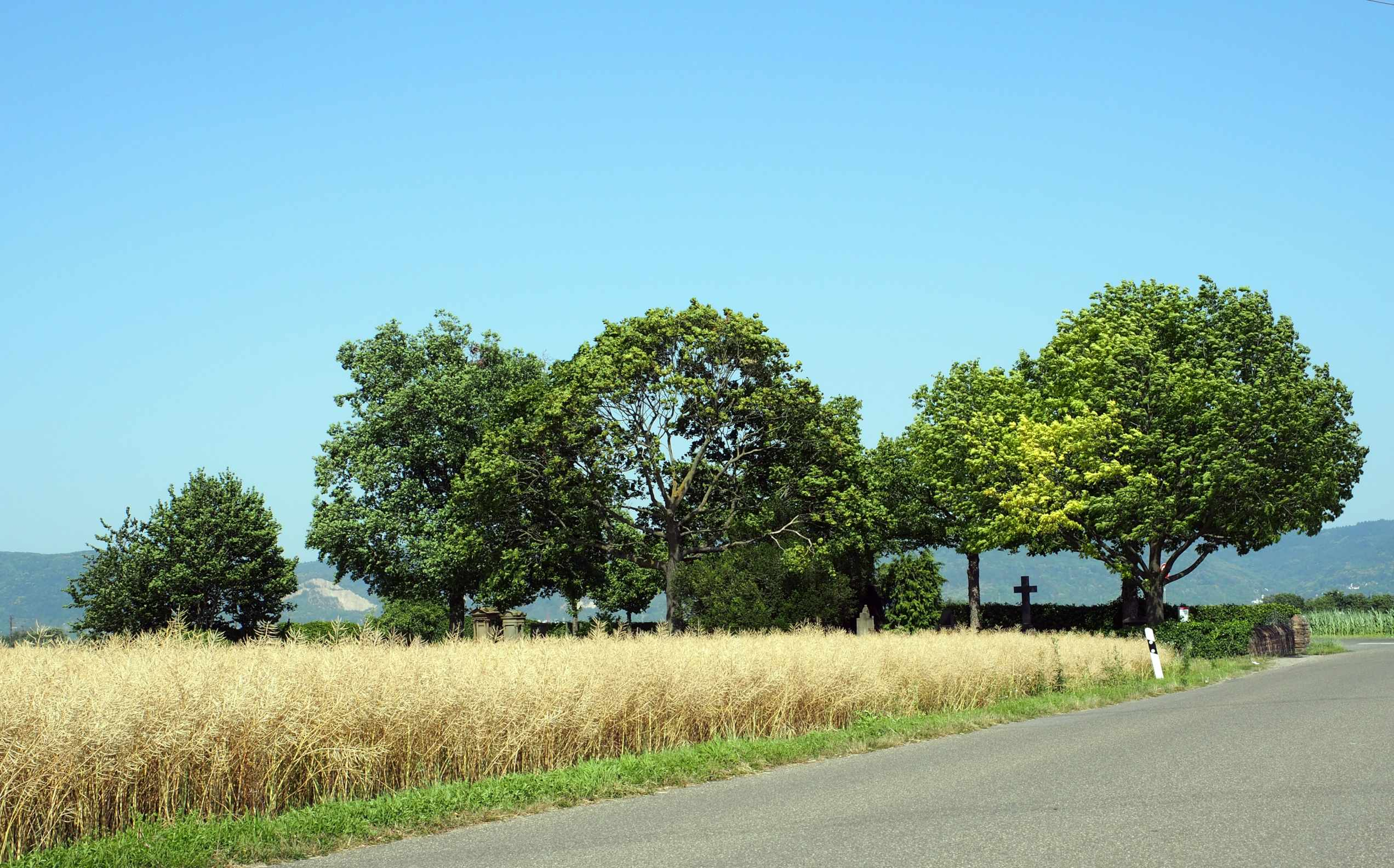
Friedhof Grenzhof

Der Hof wurde 1817 in acht Höfe geteilt, die sich um den zentralen Dorfplatz gruppieren. Die Anordnung der Höfe um einen zentralen Anger und als reine Domäne ohne Kirche zeigt noch die typischen Charakteristika einer Grangie. Die heute noch vorhandenen Gebäude stammen größtenteils aus der Mitte des 19. Jahrhunderts. 1818 wurde etwas außerhalb gelegen an der Landstraße nach Edingen ein eigener kleiner Friedhof für die Bewohner eröffnet. Die eigene Volksschule wurde 1966 geschlossen. Nachdem der Weiler lange eine Stabhalterei von Wieblingen war, wurde er mit der Eingemeindung Wieblingens nach Heidelberg 1920 ein „Nebenort“ der Stadt. Die vollständige Eingemeindung erfolgte schließlich 1935.
Für die auf Grenzhöfer Gebiet befindliche ehemalige Kiesgrube gibt es mittlerweile einen Solarpark.

## Nachbarorte
Nachbarorte sind Eppelheim (2,5 km), Plankstadt (2,7 km), Edingen-Neckarhausen (3 km), Mannheim-Friedrichsfeld (3,1 km), Wieblingen (0,5 km) und Schwetzingen (5 km).

## Verkehr
Im Grenzhof gibt es keine Bushaltestelle. Es verkehrt ein Ruftaxi nach Wieblingen Mitte. Die nächsten S-Bahnstationen sind Mannheim-Friedrichsfeld Süd (etwa 4 Kilometer nordwestlich) und Heidelberg-Pfaffengrund/Wieblingen (etwa 5 Kilometer östlich) an der Rheintalbahn.